# Philosophy, Politics and Economics
Philosophy, Politics and Economics (gängiges Akronym: PPE) ist ein interdisziplinärer Studiengang, der aus den Fächern Philosophie, Politologie und Ökonomie besteht. Der Studiengang wurde erstmals 1920 an der University of Oxford angeboten. Seit der Jahrtausendwende haben sich ähnliche Studiengänge auch außerhalb Großbritanniens verbreitet.

## Geschichte und Verbreitung
Der Studiengang wurde zuerst in den 1920er Jahren am Balliol College der Universität Oxford unter dem Titel Modern Greats eingeführt. Dieser sollte den Studiengang der Greats, wie das Studium der Klassischen Altertumswissenschaft in Oxford genannt wurde, ersetzen, da dieser für die Erfordernisse der modernen Politik nicht mehr zeitgemäß erschien.

## Bekannte PPE-Absolventen aus Oxford
Zu den bekannten PPE-Absolventen aus Oxford zählen hohe Politiker und Beamte Großbritanniens, darunter:
- Bei den Conservatives: David Cameron, William Hague, Philip Hammond, Jeremy Hunt, Nigel Lawson,[2] Liz Truss, David Willetts, George Young[3], Rishi Sunak
- Bei Labour: Ed Balls, Ruth Kelly, Peter Mandelson, David Miliband, Ed Miliband, James Purnell, Jacqui Smith[3]
- Bei den Liberal Democrats: Danny Alexander, Chris Huhne,[3] Shirley Williams[2]
- Im Indian Civil Service: Philip Mason

Der Studiengang in Oxford erfüllt damit eine ähnliche gesellschaftliche Funktion wie die École nationale d’administration in Frankreich. Weitere bekannte Absolventen des Studiengangs sind unter anderem der Philosoph Isaiah Berlin und Bill Clinton, der den Studiengang jedoch nicht abschloss.
In den 1980er Jahren wurde ein Studiengang PPE auch an anderen englischen Universitäten eingeführt, namentlich von der University of Warwick und der University of York. Mittlerweile werden Studiengänge mit derselben Fächerkombination an verschiedenen Universitäten auf der ganzen Welt angeboten.

## PPE in Deutschland
In Deutschland bieten die Universität Witten/Herdecke (seit 2010), die Heinrich-Heine-Universität Düsseldorf (seit 2018), die Hochschule Fresenius in Köln, Hamburg und München (seit 2020) sowie die Karlshochschule International University in Karlsruhe die Fächerkombination Philosophie, Politikwissenschaft und Wirtschaftswissenschaft als Bachelor an. Mit dem Wintersemester 2024/25 nimmt auch die Universität Duisburg-Essen die Fächerkombination ihr Bachelor-Studienangebot auf. An der Universität Mannheim kann man den Bachelor und Master Kultur und Wirtschaft mit Kernfach Philosophie studieren. Die Ludwig-Maximilians-Universität München (als Executive Master) und die Universität Witten/Herdecke (PPE, MA) ermöglichen das Studium von PPE im Master. An der Universität Witten/Herdecke findet außerdem die International PPE Conference statt, die von Studierenden der Wirtschaftsfakultät organisiert wird. An anderen Universitäten gibt es ähnliche Studienprogramme, z. B. den Studiengang Philosophy & Economics an der Universität Bayreuth, den Bachelor Sociology, Politics & Economics an der Zeppelin Universität Friedrichshafen, den Master Komplexes Entscheiden (Philosophie, Politologie, Ökonomie und Rechtswissenschaften) an der Universität Bremen oder den Bachelor of Science in Management, Philosophy & Economics an der Frankfurt School of Finance and Management oder den Masterstudiengang Praktische Philosophie der Wirtschaft und Umwelt an der Universität Kiel. Vom Konzept her ähnlich sind zudem die Masterstudiengänge Politikwissenschaft und Philosophie an der Technischen Universität Dortmund, sowie Ethics – Economics, Law and Politics an der Ruhr-Universität Bochum.
Grundsätzlich ist der interdisziplinär ausgerichtete Studiengang mit dem Studium der Staatswissenschaften vergleichbar.

## PPE in der Schweiz
In der Schweiz bietet die Universität Bern einen englischsprachigen Masterstudiengang in „Political, Legal, and Economic Philosophy“ an. Außerdem kann man an der Universität Luzern im Bachelor sowie im Master „Philosophy, Politics and Economics“ studieren.

## PPE in Österreich
In Österreich bietet die Universität Salzburg einen Bachelorstudiengang Philosophie, Politik and Ökonomie (PPÖ) an.